# Round Lake Heights (Illinois)
Round Lake Heights es una villa ubicada en el condado de Lake en el estado estadounidense de Illinois. En el Censo de 2010 tenía una población de 2676 habitantes y una densidad poblacional de 1.716,29 personas por km².

## Geografía
Round Lake Heights se encuentra ubicada en las coordenadas 42°23′5″N 88°6′21″O / 42.38472, -88.10583. Según la Oficina del Censo de los Estados Unidos, Round Lake Heights tiene una superficie total de 1.56 km², de la cual 1.46 km² corresponden a tierra firme y (6.15%) 0.1 km² es agua.

## Demografía
Según el censo de 2010, había 2676 personas residiendo en Round Lake Heights. La densidad de población era de 1.716,29 hab./km². De los 2676 habitantes, Round Lake Heights estaba compuesto por el 68.01% blancos, el 5.08% eran afroamericanos, el 0.71% eran amerindios, el 5.83% eran asiáticos, el 0% eran isleños del Pacífico, el 16.52% eran de otras razas y el 3.85% pertenecían a dos o más razas. Del total de la población el 35.99% eran hispanos o latinos de cualquier raza.